# Open Society Foundations
Open Society Foundations (OSF), abans Open Society Institute, és una xarxa internacional de fundacions fundada per George Soros. Open Society Foundations dona suport econòmic a grups de la societat civil d'arreu del món, amb un objectiu declarat d'avançar en la justícia, l'educació, la salut pública i els mitjans de comunicació independents. El nom de la xarxa està inspirat en el llibre de Karl Popper de 1945 The Open Society and Its Enemies.
L'oficina regional europea de la xarxa i l'Open Society Initiative for Europe tenen la seu a Barcelona des del 2013. El 2018 va moure's del Raval a una nova seu a Sarrià.